# Davlat Bobonov
Davlat Husniddin oʻgʻli Bobonov (ur. 7 czerwca 1997) – uzbecki judoka, brązowy medalista olimpijski z Tokio (2020) w wadze średniej, olimpijczyk z Paryża (2024).
Mistrz świata w 2022; drugi w 2021; siódmy w 2017; uczestnik zawodów w 2018 i 2024. Trzeci w drużynie w 2021. Srebrny medalista igrzysk azjatyckich w 2022. Trzeci na igrzyskach solidarności islamskiej w 2017 i 2021. Złoty medalista mistrzostw Azji w 2021. Wojskowy mistrz świata. Trzeci na Uniwersjadzie w 2019 roku.

## Letnie Igrzyska Olimpijskie 2020
| Konkurencja | Eliminacje              | Eliminacje              | Eliminacje            | Repasaże                        | Finały               | Klas. końcowa |
| Konkurencja | Przeciwnik I            | Przeciwnik II           | 1/4                   | Przeciwnik I                    | o 3. miejsce         | Miejsce       |
| ----------- | ----------------------- | ----------------------- | --------------------- | ------------------------------- | -------------------- | ------------- |
| 90 kg       | Nicholas Mungai (ITA) Z | Quedjau Nhabali (UKR) Z | Lasha Bekauri (GEO) P | Nikoloz Sherazadishvili (ESP) Z | Mihael Žgank (TUR) Z | 3.            |